# Anuar Guerrero
Anuar Guerrero (Santa Marta, Magdalena Colombia; 3 de abril de 1979) es un exfutbolista colombiano. Jugaba de delantero y su último partido lo jugó para el Real Cartagena el 23 de abril de 2012.
Disputó 205 partidos y anotó más de 60 goles en su carrera deportiva.
Ascendió con los dos equipos de fútbol profesional de la ciudad de Tunja.
Fue protagonista en los dos ascensos marcando gol.
El ascenso más recordado fue el del 17 de diciembre de 2011, en el que el América de Cali pierde su categoría en la serie de promoción.
Anuar Guerrero marcó dos goles cruciales en este partido.

## Clubes
| Club              | País     | Año         |
| ----------------- | -------- | ----------- |
| Unión Magdalena   | Colombia | 1998 - 2003 |
| Chicó Fútbol Club | Colombia | 2003 - 2008 |
| Millonarios       | Colombia | 2008        |
| Patriotas Boyacá  | Colombia | 2009 - 2011 |
| Real Cartagena    | Colombia | 2012        |

## Palmarés

### Campeonatos nacionales
| Título          | Club         | País     | Año  |
| --------------- | ------------ | -------- | ---- |
| Primera B       | Bogotá Chicó | Colombia | 2003 |
| Torneo Apertura | Boyacá Chicó | Colombia | 2008 |